# Goldenes Gässchen

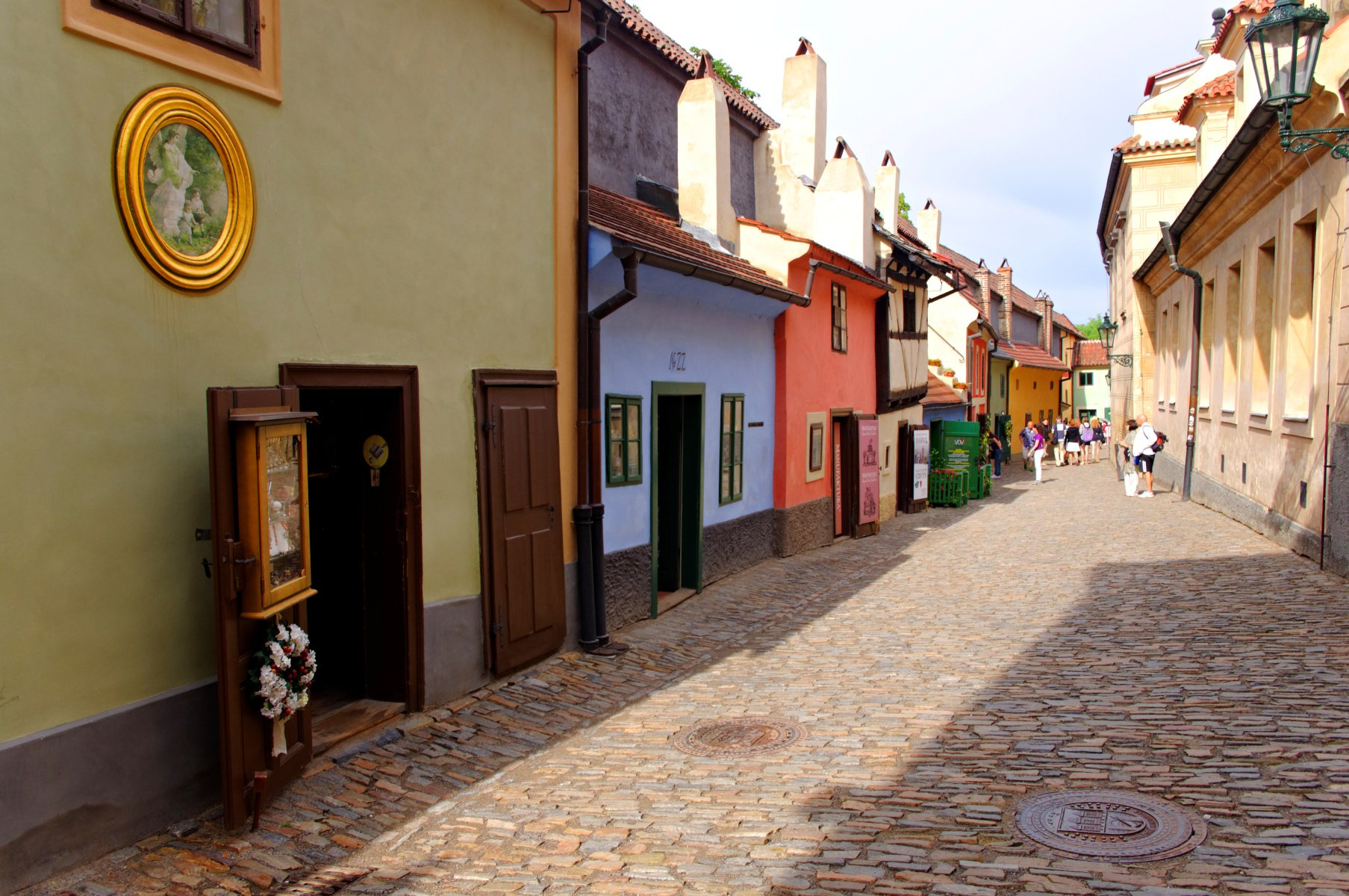
Im Goldenen Gässchen

Das Goldene Gässchen (tschechisch Zlatá ulička), auch Alchimistengasse oder Goldmachergasse genannt, ist ein Gässchen an der Innenmauer der Prager Burg und ein Touristenmagnet von Prag. Berühmtheit erlangte es vor allem, weil hier unter der Aufsicht Kaiser Rudolfs II. Alchimisten gewirkt haben sollen, um für ihn künstliches Gold und den Stein der Weisen zu erzeugen.
Das Goldene Gässchen befindet sich zwischen der nördlichen Burgmauer und dem Burggrafenpalast und ist durch zwei Türme begrenzt, den Weißen Turm im Westen und die Daliborka im Osten. Hinter den elf kleinen Häusern der Gasse befindet sich der Wehrgang. Die Häuschen stammen aus dem 16. Jahrhundert und wurden als Unterkünfte für die Burgwachen Kaiser Rudolfs II., die sogenannten roten Schützen, gebaut. Später zogen vor allem Goldschmiede in die Hütten ein, wovon die Gasse wahrscheinlich ihren Namen erhielt. Im 19. Jahrhundert war das Goldene Gässchen sehr heruntergekommen; es siedelten sich vorwiegend ärmere Leute dort an. Zwischen 1916 und 1917 lebte hier der Schriftsteller Franz Kafka und arbeitete im Haus Nr. 22 an seinen Werken (er schrieb hier einige der kurzen Erzählungen, die 1920 in der Sammlung Ein Landarzt veröffentlicht wurden).
Nach dem Zweiten Weltkrieg kaufte die Präsidentschaftskanzlei die Häuser und ließ sie vom Architekten Pavel Janák renovieren. An den Arbeiten beteiligte sich auch der berühmte Puppenfilmregisseur, Illustrator und Maler Jiří Trnka, der die heute bekannten farbigen Fassaden vorschlug. Seither ist die Gasse unbewohnt. In den Häuschen sind eine Dauerausstellung, Souvenirläden und Cafés untergebracht. Im Obergeschoss werden unter anderem mittelalterliche Rüstungen ausgestellt. Für das Betreten der Gasse wird bis 16:00 Uhr (November–März), bzw. 17:00 Uhr (April–Oktober) Eintritt verlangt.